# Visual Basic
Visual Basic (VB) este un limbaj de programare produs de Microsoft, care a fost derivat din limbajul Basic. VB este popular datorită interfeței grafice pe care o folosește, interfață relativ simplă față de cea a altor limbaje.

## Prezentare
Visual Basic face parte din pachetul Visual Studio al companiei Microsoft și, ca de altfel și celelalte limbaje 'vizuale' ale Microsoft (mai putin Visual C++), este axat pe componenta de interfață a programului, programatorul putând realiza cu ușurință interfețe standardizate de tip Windows (ferestre, butoane, liste etc.) fără a fi nevoie de scrierea de cod pentru acest lucru. Visual Basic deține o bibliotecă de componente vizuale (liste, calendare, meniuri etc.) a căror componente (grafică și funcțională) sunt deja implementate, având posibilitatea ca programatorul să introducă și să folosească componente proprii sau realizate de alți programatori. 
Visual Basic este un limbaj pur orientat pe obiecte (OO), având deja implementată o listă de clase cu utilizare generală. Până la versiunea 6, VB putea utiliza și dezvolta componente COM/COM+ și ActivX dar și librării clasice de funcții tip DLL. Odată cu apariția versiunii 7, adică odată cu apariția tehnologiei .NET, VB (acum VB .NET) poate utiliza și crea și componente .NET cu toate avantajele pe care acestea le aduc. VB este un limbaj de nivel înalt având implementate mai multe niveluri de abstractizare a dezvoltării unei aplicații dar și posibilitatea de compilare în formatul Windows EXE sau DLL de 16 și 32 biți.
VB este un limbaj interpretat, adică orice cod scris în limbajul VB trebuie mai întâi tradus într-un limbaj de nivel inferior și după aceea executat (spre deosebire de limbajele native ex. C++). Acest lucru are avantaje (cum ar fi rularea fără compilare sau portabilitatea între platforme) dar și dezavantaje (cum ar fi necesitatea unei mașini virtuale pentru interpretarea codului).
Unul dintre punctele forte ale limbajului VB este acela că se pot realiza într-un timp relativ scurt aplicații complexe și se pot utiliza relativ simplu sisteme informatice dedicate (cum ar fi bazele de date - VB poate utiliza toate sistemele de gestiune a bazelor de date cunoscute, direct sau prin intermediul ODBC).
Utilizarea limbajului VB este una generală, putând fi folosit la crearea de programe simple, educaționale dar și la crearea de aplicații complexe (ca de exemplu la jocuri - ex: Pharao). Teoretic oricine (mai mult sau mai puțin experimentat) poate utiliza VB pentru că este un limbaj de programare simplu (calitate de bază a limbajului Basic din care provine).

## Evoluția limbajului Visual Basic
VB 1.0 a fost introdus în 1991. Abordarea conectării limbajului de programare la o interfață grafică pentru utilizator a fost derivată dintr-un prototip dezvoltat de Alan Cooper numit Tripod. Microsoft a apelat la Cooper și asociații săi pentru a dezvolta Tripod într-un shell programabil pentru Windows 3.0, sunt numele de cod Ruby (fără absolut nicio legătură cu Ruby programming language).
Tripod nu a inclus niciun limbaj de programare, și Ruby conținea doar un procesor de comenzi rudimentar suficient pentru rolul lui de shell pentru Windows. Microsoft a decis să utilizeze shell-ul simplu Program Manager pentru Windows 3.0 în locul lui Ruby, și a combinat Ruby cu limbajul Basic pentru a crea Visual Basic.
Ruby a pus la dispoziție partea "vizuală" a lui Visual Basic - designerul de forme și uneltele de editare - împreună cu posibilitatea de a încărca dynamic link libraries conținând controale adiționale (numite generic "gizmos"). Aceste gizmos extensibile ale lui Ruby au devenit mai târziu interfața VBX.

## Exemplu
Următorul fragment de cod afișează o casetă de mesaj "Hello, World!" ca sarcini fereastra:
```
Private
 
Sub
 
Form_Load
()

    
' Executați o casetă de mesaj simplă care spune "Hello, World!"

    
MsgBox
 
"Hello, World!"

End
 
Sub

```

Acest fragment face un contor care se deplasează în sus 1 în fiecare secundă (trebuie adăugată o etichetă și un control temporizat la formular pentru ca aceasta să funcționeze), până când formularul este închis sau apare un overflow întreg:
```
Option
 
Explicit

Dim
 
Count
 
As
 
Integer

Private
 
Sub
 
Form_Load
()

    
Count
 
=
 
0

    
Timer1
.
Interval
 
=
 
1000
 
' unități de milisecunde

End
 
Sub

Private
 
Sub
 
Timer1_Timer
()

    
Count
 
=
 
Count
 
+
 
1

    
Label1
.
Caption
 
=
 
Count

End
 
Sub

```